# Vaihiria
Der Lac Vaihiria ist ein Bergsee im Zentrum der Insel Tahiti in Französisch-Polynesien.

## Geographie
Der See liegt auf ca. 600 m im Zentrum der Insel im Gebiet des Mont Tetufera und des Teraiatupo. Der See wird von kleinen Gebirgsbächen gespeist und entwässert nach Süden mit einem Bach, der in Mataiea an der Südküste in den Pazifik mündet. Seit den 1980er Jahren wird er zur Wasser- und Elektrizitätsgewinnung genutzt, wodurch sein Wasserspiegel beträchtlichen Schwankungen unterliegt.
Das Süßwassermoostierchen Plumatella vaihiriae ist nach dem See benannt. Außerdem rankt sich eine Legende um die einheimischen Aale (Fa’aravai a nu’u, anguille royale).